# Ralf Dahrendorf
Ralf Gustav Dahrendorf (1. května 1929 Hamburk, Německo – 17. června 2009 Kolín nad Rýnem) byl německo-britský sociolog, politolog, filosof a liberální politik. Byl považován za jednu z předních osobností společenských věd. Osobní svoboda byla pro něj nejvyšším dobrem a její ochrana a zachování jeho životním zájmem.

## Biografie
Dahrendorfovým otcem byl sociální demokrat Gustav Dahrendorf, po jehož vzoru byl Ralf odpůrce nacismu, v posledním roce války byl za tuto činnost vězněn v táboře.
Studoval na univerzitě v Hamburku, první doktorát zde získal v roce 1952 a pokračoval na London School of Economics v letech 1952–1954. Druhý doktorát získal Dahrendorf v roce 1956. V listopadu 1956 byl spolu s dalšími 40 lidmi vybrán do Německé sociologické asociace, kam patřili i například Hanz Albert, Karl Martin Bolte a mnoho dalších. Z nichž ale vždy vyčníval. Jako první získal místo předsedy v Německé sociologické asociaci. Do politiky se začal angažovat roku 1969.Během studia na London School of Economics se setkal s Karlem Popperem, jehož vědecká teorie ho dovedla až za hranice hermeneutiky a dialektiky, ovšem k jeho hlavnímu zaměření ho dovedla až kniha Citizenship and Social Class od T. H. Marshalla.Založil katedru sociologie v Kostnici, kde i začínal jako teoretik sociální stratifikace.
Byl nositelem Řádu britského impéria. V letech 1969–1970 byl poslancem německého Spolkového sněmu za FDP. Později byl též evropským komisařem pro vnější vztahy a obchod, evropským komisařem pro výzkum, vědu a vzdělávání. Roku 1971 se stal členem Komise Evropského společenství a pod pseudonymem zveřejnil články ostře napadající bruselskou byrokracii a „Evropany z povolání“.Kritizoval Evropskou unii a evropské mocnosti zato, že neumožnili státům střední a východní Evropy dřívější členství v EU. Obával se společné měny, o které si myslel, že povede ke štěpení EU.
Spolu s Davidem Lockwoodem vytvořili ´´konfliktní sociologii´´. Zabývali se problematikou formování tříd, sociální nerovnosti a sociálních konfliktů.Dahrendorf zaujal svou snahou o institucionalizaci třídních konfliktů, jelikož věřil, že se dají vyřešit bez násilí. Hlásil se k otevřené společnosti, k demokraticky voleným institucím a k liberální demokracii.
Dahrendorf byl v letech 1974–1984 ředitelem prestižní London School of Economics (1974–1984) a v letech 1987–1997 rektorem ústavu St. Antony's College, který je součástí Oxfordské univerzity. Byl předním teoretikem sociálních tříd a konfliktů a významným kritikem marxismu. Zabýval se též tématem svobody a autoritářského režimu.
Roku 1988 se usadil ve Velké Británii, kde dostal britské občanství. V roce 1993 byl doživotně jmenován členem britské Sněmovny lordů. Ve Velké Británii byl znám též jako lord Dahrendorf. Poslední chvíle poznamenané rakovinou strávil se svou rodinou a přáteli z Oxfordské univerzity. K jeho smrti se vyjádřila i německá kancléřka Angela Merkelová, která řekla: „Evropa ztratila jednoho z nejdůležitějších myslitelů a intelektuálů.“.
Jeho díla vyšla i v češtině, a to například Úvahy o revoluci v Evropě, Pokoušení nesvobody: intelektuálové v časech zkoušek, Od pádu Zdi k válce v Iráku.
Za svůj život získal řadu ocenění a titulů, např.:
- 1982 - „Knight Commander of the Order of the British Empire“
- 1989 - Velký spolkový kříž za zásluhy
- 2007 - Cena Waltera-Hallsteina
- 2007 - Cena Prince z Asturie

## Dahrendorfova teorie konfliktu
Dahrendorfova teorie konfliktu je zaměřena na sociální konflikty a jeho koncepce je nejúplněji obsažena v práci Soziale Klassen und Klassenkonflikt in der industriellen Gesellschaft (česky Sociální třídy a třídní konflikt v industriální společnosti, 1957). V něm představil “třetí cestu” mezi Parsonsovou funkcionalistickou teorií opírající se o představu harmonické společnosti a Marxovou myšlenkou proti sobě stojících sociálních tříd, přičemž  odmítá Marxovo vyústění konfliktu v beztřídní společnost. Věřil, že ani marxismus, ani strukturální funkcionalismus nevypovídají o celé společnosti, neboť strukturální funkcionalismus se dostatečně nezaměřuje na aspekt sociálního konfliktu a marxismus nebere v úvahu sociální integraci a přeměnu společnosti na kapitalistickou. 
Dahrendorfa moderní teorie konfliktu považuje každou společnost za konfliktní, neboť je rozdělena na třídy (ty považuje ve smyslu otevřených politických konfliktů založených na sociálním postavení za moderní jev) a strany, což způsobuje nerovný přístup k moci a odměnám a nerovnou distribuci statusů. Zatímco Marx považoval za hlavní příčinu konfliktu nerovnost mezi třídami, Dahrendorf tvrdí, že konflikty způsobují zejména různé zájmy jednotlivců a skupin a oslabení těch, co jsou u moci.    
Dahrendorf definuje pojem sociální konflikt jako strukturálně vytvořené protikladné vztahy mezi prvky společnosti vyrůstající systematicky ze sociálních struktur společnosti. Tyto konflikty se přitom mohou odehrávat na různých úrovních společnosti, přičemž se může jednat o konflikty mezi rolemi nebo konflikt mezi třídami. Předmětem moderního sociálního konfliktu již není odstraňování rozdílů, nýbrž odstranění nerovností, které omezují občanskou účast pomocí společenských, ekonomických či politických nástrojů.
Přestože sociální konflikty ohrožují existenci a stabilitu společnosti, Dahrendorf je považuje za nezbytné pro vznik otevřené společnosti a plnohodnotného, demokratického a racionálního života, neboť se domnívá, že představují motor sociálních změn.

## Kritika
Dahrendorfova teorie konfliktu je kritizována pro svůj čistě makrosociologický přístup; nezabývá se vůbec aspekty společenského života.
Peter Weingart nazval Dahrendorfův pokus syntetizovat třídní marxistický koncept a koncept moderní teorie akce neúspěšným. Dahrendorf se podle něj špatně uchýlil k voluntaristickému vysvětlení konfliktu a změny a jeho koncept je identický s konceptem sociální mobility.
Ralpha Dahrendorfa kritizoval také například Jan Schnellenbach, který nesouhlasil s tvrzením, že diverzita ekonomických přístupů je nejen pravděpodobná, ale je i rozumné si ji udržet. Schnellenbach vidí jako problematické sloučení této hypotézy s ortodoxními ekonomickými přístupy k vytváření hospodářské politiky.

## Výběr z díla

### Auf der Suche nach einer neuen Ordnung
Auf der Suche nach einer neuen Ordnung (česky Hledání nového řádu – přednášky o politice 21. století). Kniha je souborem šesti přednášek Ralfa Dahrendorfa konaných na přelomu let 2001 a 2002, ve kterých se zamýšlí nad hrozbami, kterým jsou moderní liberální demokracie vystavené v důsledku  procesu globalizace a modernizace společnosti. Jedná se tedy o sociální a politickou analýzu přítomnosti, která má za cíl odpovědět na otázky tehdejší doby a porozumět tak situaci ve světě na počátku 21. století, tedy ve světě, jenž Dahrendorf označuje za rozkolísaný a stojící na nebezpečné hranici ztráty všech pravidel a zábran nebo vzniku autoritářství a nových omezení. První přednáška se totiž konala pouze osm týdnů od 11. září 2001, tedy osm týdnů od teroristického útoku na USA. Tento útok na největší světovou velmoc otřásl celým světem a po období optimismu se vlády ujal strach z budoucnosti.
Dělí se na následující kapitoly:

#### 1. Ještě nikdy se nám nedařilo tak dobře. O životních šancích.
První část je věnována tématu životních šancí. Ralf Dahrendorf zde tvrdí, že lidstvo v těchto letech zažívá svou nejšťastnější éru existence vzhledem k historickým faktům. Klíčovým pojmem této části je štěstí. Autor se zamýšlí nad podobou štěstí v 20 a 21. století. Tato společenská hodnota je v dnešní době, kdy země východního bloku dosáhly demokracie, méně prožívána. Pocit štěstí je tak podle autora více vnímán při čerstvém dosažení určitého společenského požadavku, nikoli při jeho zevšednění a integraci do běžného života společnosti.

#### 2. Svět bez opor. Globalizace a anomie.
Druhá část knihy pojednává o globalizaci, jejím výskytu před a po pádu železné opony a analyzuje problémy spjaté s globalizací, především se pak pozastavuje nad problémem etnické identifikace, který je spojen s pojmem „Glokalizace“. Jako glokalizaci autor vnímá stav, kdy se národy snaží vyřešit lokální problémy na základě globálního kontextu. Jednání etnik je tak podle autora vždy ovlivněno globálními souvislostmi.

#### 3. Kapitál bez práce. Sociální rekonstrukce života
Třetí část knihy nese název Kapitál bez práce. Ralf Dahrendorf zde rozlišuje dnešní pracovní podmínky s těmi minulými, přičemž nahlíží do historie dvou předešlých století a definuje pracovní svobodu, která je v dnešní době podle něj důležitým faktorem pracovní morálky. Jako hlavními prvky sociální rekonstrukce je pak podle autora krácení pracovní doby, s čímž se pojí krácení produktivního období života v důsledku větší dostupnosti vzdělání, nárůst státních svátků či zmírnění pracovních požadavků na den.        

#### 4. Třídy bez boje, boj bez tříd. Moderní sociální konflikt
Tato část díla se zabývá třídním bojem, jakožto následkem zvyšování lidského blahobytu. Ralf Dahrendorf se v této části zaměřuje především na země OECD a v rámci těchto zemí se pak zabývá rovností lidí a definuje sociální třídy. Přitom autor naráží na rozdělení světa na první, druhý a třetí svět. Toto rozdělení od sebe odděluje konzumní a nedočkavou společnost prvního světa od bláhové společnosti světa třetího, která stále čeká na zázrak v podobě náhlého přílivu bohatství.

#### 5. Liberální řád pod tlakem: demokratická dilemata
V páté části knihy Ralf Dahrendorf pojednává o demokracii. Tento pojem empiricky rozvádí a nahlíží do různých evropských demokratických systémů. Autor zde popisuje jednoduchost politického systému v demokratických zemích na principu alternace dvou politických uskupení, přičemž poukazuje na komplikace, které nastávají s výskytem dalších politických stran, které nemusí zastupovat výhradně jen levý nebo pravý politický sektor, v tom případě se pak jedná o strany středu, nebo o různá regionální politická uskupení.

#### 6. Myšlenky ke všeobecným dějinám ze světoobčanského hlediska
Závěrečná přednáška je filozofickou rozpravou o cílech a dějinách světové společnosti. Ralf Dahrendorf se zde zamýšlí nad cílem civilizování světa, svobodou nebo světoobčanskou společností. Jako zásadní spis pro své bádání autor uvádí titul Immanuela Kanta „Myšlenky ke světovým dějinám za světoobčanského hlediska“. Dahrendorf a Kant se zde shodují v cíli, který nazývají „občanskou společností všeobecně spravující právo“. Tento cíl je systémem fungování společnosti na základě svobody, která je omezována určitými pravidly, které zabraňují vzniku absolutní svobody.

### Wiederbeginn der Geschichte(česky Od pádu Zdi k válce v Iráku – nový začátek dějin, Vyšehrad 2008
Tato Dahrendorfova kniha je sborníkem statí z let 1990 až 2003, díky tomuto rozptylu lze vypozorovat proměnu poměrů i Dahrendorfových názorů.
Základním stavebním kamenem textu je společnost a svoboda, jimiž se autor zabývá v kontextu moderních dějin a veškerých v knize zpracovaných teoriích. Ve své kritice se často opírá o jména jako je Karl Popper, Imanuel Kant, Timothy Garton Ash a další.

#### 1. 1990: Musejí revoluce ztroskotat?; Otevřená společnost a její obavy; Svéprávní občané hledající opory
Na počátku díla se autor věnuje demokratické revoluci z roku 1989 a pádu komunistické nomenklatury. Na tuto skutečnost nahlíží z různých úhlů a hledí do budoucna. Analyzuje úspěšnost revolucí, srovnává je s reformami (kombinací obou vzniká termín revoluce a uvádí čtenáře do problematiky skutečnosti, co se děje po revoluci (rozpad občanské společnosti, nestabilní elity, tzv. slzavé údolí ekonomiky atd). Poznamenává, že mnohé země svou cestu ke svobodě musejí projít skrz velice trnitou cestu.

#### 2. 1992, 1994: Morálka, instituce a občanská společnost; Dobrá společnost
Dále v textech se Ralf Dahrendorf věnuje úvahám nad společností v nových demokratických režimech. Předchozí kapitoly byly především politologické, v těchto se zcela zaobírá společenstvem. Zamýšlí se nad morálkou, strukturou společnosti, která utrpěla po pádu komunismu značný šok. Pro udání příkladu srovnává Singapur a Londýn, sociologicky diametrálně odlišná města.

#### 3. 1994, 1995: O propojení ekonomie a politiky, Kvadratura kruhu: ekonomický blahobyt;
V první kapitole je předneseno propojení ekonomie a politiky, což byla strategie zvolená velkým množstvím států ke stabilizaci poměrů. V esejích z roku 1995 přichází s velice specifickou myšlenkou kvadratury kruhu, kde definuje pilíře úspěšné demokracie. Těmi dle autora jsou: ekonomický blahobyt, sociální soudružnost a politická svoboda.

#### 4. 1996: O Německu: osobní perspektiva; Od Evropy k EUropě
Na počátku Dahrendorf víceméně prezentuje svoji zkušenost s profesním působením v Německu a jeho stavu před a po revoluci. Autor analyzuje postoj k Evropské unii. Striktně se vymezuje proti označení euroskeptik, ačkoliv sám působil v EU, míru integrace hodnotí negativně, a to především proto, že například u zavedení stejné měny, se upřednostnily záležitosti ekonomické před politickými, čímž trpí demokracie.

#### 5. 1998: Revoluce a reforma, aneb něco je víc než vše; Tři problémy otevřené společnost; Rozum, svoboda a strana: liberální dilema; New Labour a stará svoboda: ke kritice třetí cesty; Přelomová a normální období: potřebuje politika intelektuály?
Přednášky roku 1998 jsou nejobsáhlejší částí knihy, Ralf Dahrendorf se zde zabývá analýzou velkých historických revolucí (1989, 1968, 1884). Dále kritizuje otevřenou společnost, předkládá její problémy, z nichž jeho největší je ten, že lidé potřebují žít v zakotvené kultuře, musí cítit, že někam patří, jinak je to pro ně nepřirozené. Následně se posouvá ke kritice liberalismu, navzdory jeho politickému smýšlení.

#### 6. Přelom století (2000, 2001, 2002, 2003)
V posledních kapitolách knihy Dahrendorf bilancuje nad uplynulými roky a přemítá nad těmi budoucími. Hodnotí především demokracii, poukazuje na oslabení parlamentu a hlasu lidu. Krom toho upozorňuje na sílící monopol informací a zamýšlí se nad otázkou přistěhovalectví a populismu.
- Versuchungen der Unfreiheit (česky Pokoušení nesvobody – intelektuálové v časech zkoušek, H & H Vyšehradská 2008)
- Über Grenzen (česky Překonávat hranice – životní vzpomínky, H & H Vyšehradská 2009)

### Úvahy o revoluci v Evropě
Kniha z roku 1989 je koncipována jako dopis adresovaný Dahrendorfovu příteli z Polska a autor se v něm zamýšlí nad budoucností střední a východní Evropy, přičemž vychází z konkrétních událostí spojených s pádem komunistických režimů ve východní Evropě na konci 80. let. 
Dílo je rozděleno do tří částí:
První část je věnována tématu revoluce a jejímu významu pro vznik otevřené společnosti. Dahrendorf chápe revoluce, které proběhly na konci 80. let ve státech Střední a Východní Evropy, jako vítězství otevřené společnosti.  „Země východní a střední Evropy neodvrhly svůj komunistický systém jen proto, aby převzaly systém kapitalistický ... Odvrhly uzavřený systém, aby vytvořily otevřenou společnost, protože přestože systémů může být mnoho, otevřená společnost je jen jedna," uvádí. K úspěšné transformaci postkomunistických uzavřených společností na společnosti otevřené je podle Dahrendorfa nezbytná rovnováha hospodářského růstu, sociální spravedlnosti a ústavních institucí, neboť jejich nerovnováha by mohla vyústit v návrat minulých fašistických režimů. 
V druhé části knihy jsou představeny politické a ekonomické předpoklady svobody, přičemž Dahrendorf tvrdí, že neexistuje přímá cesta od plánovitého hospodářství k hospodářství tržnímu. Životní podmínky většiny obyvatel transformujících se států se podle něj nejprve zhorší a teprve po určité době dojde k jejich zlepšení.
Poslední část je zaměřena na problémy Německa a budoucnost sjednocené Evropy. 

## Citáty
| „ | Uzavřené společnosti netrvají věčně. Přesto mají osudovou přitažlivost pro lidi, kteří nemohou unést svobodu. | “ |

| „ | Jiná hrozba vychází z nového autoritarismu, tedy z touhy zbavit sebe sama svéprávnosti v nepřehledném světě. | “ |

| „ | Dnes se domnívám, že demokracie je stabilní teprve tehdy, když ji občané neztotožňují s hospodářským vzestupem. Demokracie činí člověka svobodným; nečiní jej ale nutně bohatým. Kdo si myslí, že se díky demokracii stane bohatým, ten začne při první recesi pochybovat o jejích institucích. K tomu nyní dochází v postkomunistických zemích. To bylo jedním z prvků sebezničení Výmarské republiky. | “ |

| „ | Všeobecné plánování znamená ve výsledku to, že se nezmění zcela nic. Kdo chce změnit (například) celý vysokoškolský systém, narazí na tolik odporu, že nakonec zůstane všechno při starém. Zde, právě zde je lepší zažehnout malé světélko než proklínat temnotu a uskutečnit slavnostní iluminaci celého světa. | “ |

| „ | Jsou rozdíly mezi evropskou tradicí a její americkou odnoží. Základní hodnoty však zůstávají tytéž, ať jsou původem francouzské, anglické, skotské nebo německé a současně svým reálným charakterem americké. Slovy Karla Poppera jsou hodnotami otevřené společnosti. Jsou institucemi demokracie a tržního hospodářství. Jsou sebevědomými asociacemi občanské společnosti, jež svou vnitřní silou ohraničuje moc státu. Jsou vládou práva, jež spočívá v souhlasu, nikoli na zjevení. Jsou velkou nadějí - a v Kantově smyslu morálním imperativem - kosmopolitní společnosti, v níž jsou všichni lidé občany jednoho světa. | “ |